# ニッポン放送社屋移転特別番組 有楽町からお台場へ 1242人夢のマイクリレー
ニッポン放送社屋移転特別番組 有楽町からお台場へ 1242人夢のマイクリレー（にっぽんほうそうしゃおくいてんとくべつばんぐみ ゆうらくちょうからおだいばへ 1242にんゆめのまいくりれー）は、1997年3月23日に放送されたニッポン放送の特別番組。なお、この日は有楽町旧社屋からの最終放送日であった。

## 概要
AMラジオ局のニッポン放送が有楽町旧社屋から新社屋のあるお台場(フジテレビ現社屋の一部を間借り)への移転を記念してリスナーやパーソナリティ合計1242人を金色の特製ゴールデンマイクでつないだ社屋移転記念特別番組。通称は「マイクリレー」。
番組は有楽町旧社屋にのラジオハウス銀河（銀河スタジオ）からスタート。1242人というのはニッポン放送の周波数1242kHzに合わせたものだった。
第一走者は上柳昌彦。さまざまな番組のパーソナリティやゲストをつないでいった。ちなみに当時のニッポン放送新社屋だったお台場の第2スタジオ（スカイだいば）で最後の1242人目にマイクを受け渡されたのはSMAPの中居正広だった。
なお、かつて同局で番組を持っていた伊集院光は、編成局などと喧嘩し番組降板したためこのマイクリレーに呼ばれずショックを受けたと後に発言している。(伊集院がニッポン放送の番組への出演はこれより7年後の同局50周年開局記念番組「ニッポン放送開局記念日スペシャル 笑顔が一番!あなたと一緒に50年」まで待つこととなる)

## テーマソング
The JUICE 「infinity -新しい世界へ-」